# Bill Ward

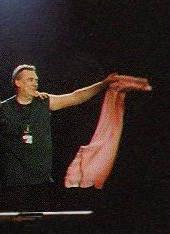
Bill Ward în concert cu trupa Black Sabbath, 1999

Bill Ward (născut William Thomas Ward pe 5 mai 1948 în Aston , Birmingham , Anglia ) a fost bateristul trupei britanice de heavy metal Black Sabbath .
Unul dintre membrii fondatori ai formației , Ward a cântat și ca vocalist pe două melodii Black Sabbath pe lângă activitatea de baterist : "It's Alright" de pe Technical Ecstasy și "Swinging The Chain" de pe Never Say Die! .

## Discografie

### Anii 1970
- 1970 - Black Sabbath - Black Sabbath
- 1970 - Black Sabbath - Paranoid
- 1971 - Black Sabbath - Master of Reality
- 1972 - Black Sabbath - Volume 4
- 1973 - Black Sabbath - Sabbath Bloody Sabbath
- 1975 - Black Sabbath - Sabotage
- 1975 - Black Sabbath - We Sold Our Soul for Rock 'n' Roll
- 1976 - Black Sabbath - Technical Ecstasy
- 1978 - Black Sabbath - Never Say Die!

### Anii 1980
- 1980 - Black Sabbath - Heaven and Hell
- 1980 - Black Sabbath - Live At Last
- 1983 - Black Sabbath - Born Again

### Anii 1990s
- 1990 - Bill Ward - Ward One: Along the Way
- 1993 - Ozzy Osbourne! - Live and Loud
- 1994 - Nativity In Black: A Tribute To Black Sabbath
- 1997 - Bill Ward - When the Bough Breaks
- 1997 - Ozzy Osbourne - The Ozzman Cometh
- 1998 - Black Sabbath - Reunion

### Anii 2000
- 2000 - Tony Iommi - Iommi
- 2002 - Black Sabbath - Past Lives
- 2002 - Bill Ward - "Straws" (single)
- 2002 - Black Sabbath - Symptom of the Universe: The Original Black Sabbath 1970-1978
- 2003 - Dio - Stand Up and Shout: The Dio Anthology
- 2004 - Black Sabbath - Black Box: The Complete Original Black Sabbath (1970-1978)
- 2006 - Black Sabbath - Greatest Hits 1970-1978
- 2007 - Black Sabbath - Black Sabbath: The Dio Years
- 2008 - Black Sabbath - Black Sabbath: The Rules of Hell Disc 1:Heaven and Hell